# ヤングール (クレーター)
ヤングール（英: Yangoor）は、天王星の衛星アリエルの南極近くのクレーターである、アリエルで既知の最大のクレーター、名前はアボリジニの昼を連れてくる妖精ヤングールに由来する。
直径約80km、アリエルの南極からは約450km離れている、明るい噴出物の堆積物を欠く、北西縁が隆起した地形の形成によって消去された。